# Poździacz (gromada)
Poździacz – dawna gromada, czyli najmniejsza jednostka podziału terytorialnego Polskiej Rzeczypospolitej Ludowej w latach 1954–1972.
Gromady, z gromadzkimi radami narodowymi (GRN) jako organami władzy najniższego stopnia na wsi, funkcjonowały od reformy reorganizującej administrację wiejską przeprowadzonej jesienią 1954 do momentu ich zniesienia z dniem 1 stycznia 1973, tym samym wypierając organizację gminną w latach 1954–1972.
Gromadę Poździacz z siedzibą GRN w Poździaczu (w obecnym brzmieniu Leszno) utworzono – jako jedną z 8759 gromad na obszarze Polski – w powiecie przemyskim w woj. rzeszowskim na mocy uchwały nr 30/54 WRN w Rzeszowie z dnia 5 października 1954. W skład jednostki weszły obszary dotychczasowych gromad Poździacz, Nakło i Chałupki Dusowskie ze zniesionej gminy Stubno oraz obszar dotychczasowej gromady Torki ze zniesionej gminy Medyka w tymże powiecie. Dla gromady ustalono 17 członków gromadzkiej rady narodowej.
31 grudnia 1961 gromadę zniesiono, włączając jej obszar do gromad Medyka (wsie Poździacz i Torki) i Stubno (wieś Nakło z  Chałupkami Dusowskimi) w tymże powiecie.